# Rui Baião
Rui Miguel Marques Baião (Montijo, 4 settembre 1980) è un ex calciatore portoghese, di ruolo centrocampista.